# Xavier Escribà Pascual
Xavier Escribà (París, 1969) és pintor.

## Biografia
Nascut a París i fill de pares catalans, l'artista viu a Terrades des de 2007. És llicenciat en Belles Arts per la Universitat de Barcelona i diplomat de l'Ecole des Beaux Arts de París. Exposa regularment a Espanya, França i Nova York i esta present en fires internacionals com Arco, Fiac i Armory Show entre d'altres.
L'any 2012 guanya la Beca de Primavera d'Arts Plàstiques de l'Ajuntament de l'Escala que li permet fer una estada a la Casa Forestal de Sant Martí d'Empúries. Durant nou mesos l'artista puja al terrat de la casa amb la voluntat d'encabir part de la bellesa del que es coneix com l'hora blava. Així neix L'Heure Bleue una sèrie texturada que ha documentat tots els desplaçaments del vent. D'aquesta experiència sorgiran exposicions al Museu de l'Empordà de Figueres i es publicarà el llibre El mirall de l'Heure Bleue: Història d'un procés creatiu.
Les seves obres es troben als museus Centro de Arte Reina Sofía (Madrid), Eestikunsti Museum (Tallin), Fonds Municipal d'Art Contemporain (Paris) i a nombroses col·leccions privades d'arreu del món.

## Obra
- Éloge de l'amour : [catàleg de l'exposició] : del 20 de gener al 13 de maig de 2018 / Xavier Escribà ; [textos: Glòria Bosch Mir, Clarie Cayla, Xavier Escribà]. Barcelona : Fundació Vila Casas, DL 2017[8]
- El Mirall de l'Heure Bleue : [catàleg de l'exposició] : història d'un procés creatiu / Xavier Escribà ; [texts catàlegs: Cristina Masanés, Clarie Cayla]. Figueres : Museu Empordà, 2015
- Taller obert Xavier Escribà / textos David & Marcel Fleis ... [et al.]. Girona : Casa de Cultura, DL 2007 (Girona : Marquès)
- El Fil del temps : [catàleg de l'exposició] : Galeria Carmen Tatché del 18 de juny al 18 de juliol de 2005 / Xavier Escribà. [Sant Feliu de Guíxols] : Galeria Carmen Tatché, 2005
- Xavier Escribà : [catalogue de l'exposition] : 1900-2000, París i Centro de Esculturas de Candas. Barcelona : Xavier Escribà, 2002.
- Il récupére la peinture... . Barcelona : Xavier Escribà, 1999.